# زلزال الحسيمة 2004
زلزال الحسيمة، أحد أعنف الزلازل التي ضربت إقليم الحسيمة شمال المغرب. وقع يوم 24 فبراير 2004 في تمام الساعة 02:27:47 بالتوقيت المحلي وبلغت شدته 6.3 على مقياس درجة العزم. خلّف هذا الزلزال خسائر بشرية ومادية وعمرانية كبيرة، حتى أن المناطق المجاورة للمدينة هي الأخرى تضررت من هذا الزلزال. قُتل ما بين 628 و 631 شخصًا معظمهم من سكان المناطق القروية وجُرح 926 وشرد ما يصل إلى 15000 شخص.
تضررت العديد من المناطق والقرى أهمها بلدة آيت قمارة التي يقطنها نحو 7 آلاف نسمة وبنيت أغلب مبانيها بالطوب ودُمّرت بشكل كامل، كما لحقت الأضرار الفادحة أيضا بالعديد من البلدات والقرى والمداشر (كفور) المحيطة ببلدة آيت قمارة مثل أمزورن، والسنادة، وأنكور، وايت خرون، وآيت هيشم، وآيت مسعود، وبني عبد الله، وكلها لحقت بها أضرار فادحة. كما تسببت عدة هزات إرتدادية في مقتل ثلاثة أشخاص على الأقل ودُمّرت مبان ذات بنية ضعيفة.
وقع الزلزال بالقرب من الطرف الشرقي لحزام جبال الريف، وهو جزء من الحدود المنتشرة بين الصفيحتين الأفريقية والأوراسية.